# Мазрае-є Барке
Мазрае-є Барке (перс. مزرعه بركه) — село в Ірані, у дегестані Нур-Алі-Бейк, у Центральному бахші, шагрестані Саве остану Марказі. За даними перепису 2006 року, його населення становило 0 осіб.

## Клімат
Середня річна температура становить 14,18 °C, середня максимальна – 31,69 °C, а середня мінімальна – -6,69 °C. Середня річна кількість опадів – 232 мм.
| Клімат поселення                              | Клімат поселення | Клімат поселення | Клімат поселення | Клімат поселення | Клімат поселення | Клімат поселення | Клімат поселення | Клімат поселення | Клімат поселення | Клімат поселення | Клімат поселення | Клімат поселення | Клімат поселення |
| Показник                                      | Січ.             | Лют.             | Бер.             | Квіт.            | Трав.            | Черв.            | Лип.             | Серп.            | Вер.             | Жовт.            | Лист.            | Груд.            |                  |
| Середній максимум, °C                         | 8,59             | 10,48            | 15,51            | 22,07            | 26,51            | 30,62            | 31,69            | 30,55            | 26,86            | 21,29            | 15,09            | 8,83             |                  |
| Середня температура, °C                       | 0,94             | 2,82             | 7,87             | 14,42            | 18,86            | 22,98            | 26,35            | 25,20            | 21,52            | 15,95            | 9,74             | 3,48             |                  |
| Середній мінімум, °C                          | −6,69            | −4,84            | 0,22             | 6,77             | 11,22            | 15,34            | 20,99            | 19,85            | 16,17            | 10,60            | 4,40             | −1,86            |                  |
| Норма опадів, мм                              | 33               | 33               | 43               | 31               | 25               | 3                | 1                | 1                | 0                | 10               | 20               | 32               |                  |
| Середньомісячна швидкість вітру, м/с          | 1.33             | 2.06             | 2.57             | 2.89             | 2.71             | 2.56             | 2.65             | 2.56             | 2.22             | 2.14             | 1.73             | 1.38             |                  |
| Середньомісячна сонячна радіація, кДж/м²·день | 9308             | 12355            | 14791            | 18307            | 22226            | 26532            | 25959            | 23772            | 20520            | 15129            | 11007            | 8977             |                  |
| --------------------------------------------- | ---------------- | ---------------- | ---------------- | ---------------- | ---------------- | ---------------- | ---------------- | ---------------- | ---------------- | ---------------- | ---------------- | ---------------- | ---------------- |
| Джерело:                                      |                  |                  |                  |                  |                  |                  |                  |                  |                  |                  |                  |                  |                  |